# Список глав государств в 158 году до н. э.
| 159 до н. э. ← Список глав государств по годам → 157 до н. э. |

## Азия
- Анурадхапура — Дутугамуну, царь (161 до н. э. — 137 до н. э.)
- Армения Великая — Артавазд I, царь (160 до н. э. — 115 до н. э.)
- Вифиния — Прусий II, царь (182 до н. э. — 149 до н. э.)
- Греко-Бактрийское царство — Эвкратид I, царь  (171 до н. э. — 145 до н. э.)
- Иберия — Мириан I, царь  (159 до н. э. — 109 до н. э.)
- Индо-греческое царство — Менандр I, царь  (165 до н. э. — 130 до н. э.)
- Каппадокия — Ариарат V Евсеб Филопатор, царь (163 до н. э. — 130 до н. э.)
- Китай (Династия Хань) — Вэнь-ди (Лю Хэн), император  (180 до н. э. — 157 до н. э.)
- Коммагена — Птолемей,  царь (163 до н. э. — 130 до н. э.)
- Корея:
  - Махан — Ан, вождь[англ.] (189 до н. э. — 157 до н. э.)
  - Пуё — Кохэса, тхандже (170 до н. э. — 121 до н. э.)
- Намвьет — Чьеу Ву-де, император (207 до н. э. — 137 до н. э.)
- Парфия — Митридат I, царь (171 до н. э. — 132 до н. э.)
- Пергамское царство — Аттал II, царь (159 до н. э. — 138 до н. э.)
- Понтийское царство — Митридат IV Филопатр, царь (159 до н. э. — 150 до н. э.)
- Сабейское царство — Карабил Ватар Юханем, царь (160 до н. э. — 145 до н. э.)
- Сатавахана — Пурнотанга, махараджа (170 до н. э. — 152 до н. э.)
- Селевкидов государство (Сирия) — Деметрий I Сотер, царь (162 до н. э. — 150 до н. э.)
- Хунну — Цзюньчэнь, шаньюй (161 до н. э. — 126 до н. э.)
- Шунга — Пушьямитра Шунга, император (185 до н. э. — 149 до н. э.)
- Япония:
  - Когэн, тэнно (император) (214 до н. э. — 158 до н. э.)
  - Кайка, тэнно (император) (158 до н. э. — 98 до н. э.)

## Африка
- Египет — Птолемей VI Филометор, царь (180 до н. э. — 164 до н. э., 163 до н. э. — 145 до н. э.)
- Киренаика — Птолемей VIII Эвергет, царь (163 до н. э. — 145 до н. э.)
- Мероитское царство (Куш) — Шанакдакете, царица (ок. 170 до н. э. — ок. 150 до н. э.)
- Нумидия — Массинисса, царь (202 до н. э. — 148 до н. э.)

## Европа
- Афины:
  - Диокл, архонт (159 до н. э. — 158 до н. э.)
  - Аристехм, архонт (158 до н. э. — 157 до н. э.)
- Боспорское царство — Перисад III, царь (ок. 180 до н. э. — ок. 150 до н. э.)
- Ирландия — Фахтна Фафах, верховный король (159 до н. э. — 143 до н. э.)[1]
- Одрисское царство (Фракия) — Бифис, царь (167 до н. э. — 120 до н. э.)
- Римская республика:
  - Марк Эмилий Лепид, консул (158 год до н. э.)
  - Гай Попиллий Ленат, консул (172 год до н. э., 158 год до н. э.)

## Галерея

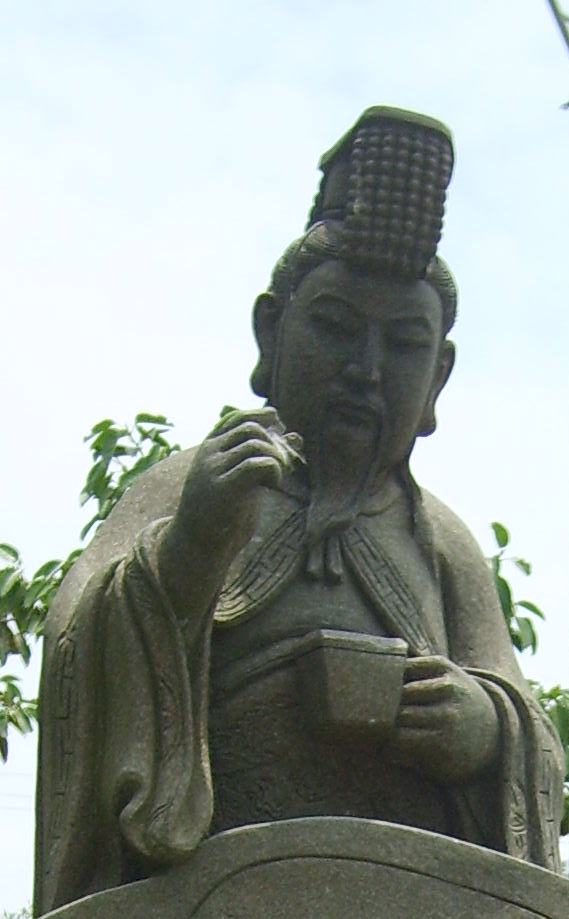
Вэнь-ди 180 до н.э.—157 до н.э. Император Китая
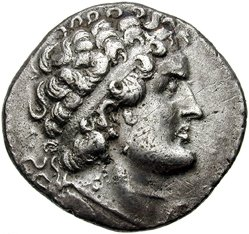
Птолемей VI Филометор 180 до н.э.-164 до н.э., 163 до н.э.—145 до н.э. Царь Египта
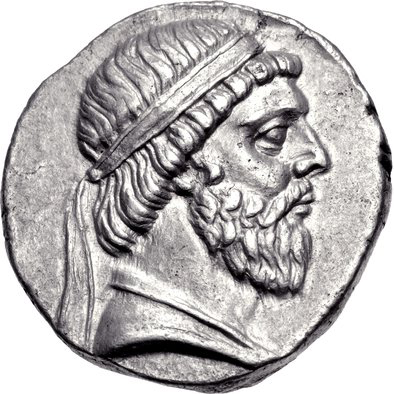
Митридат I 171 до н.э.—132 до н.э. Царь Парфии
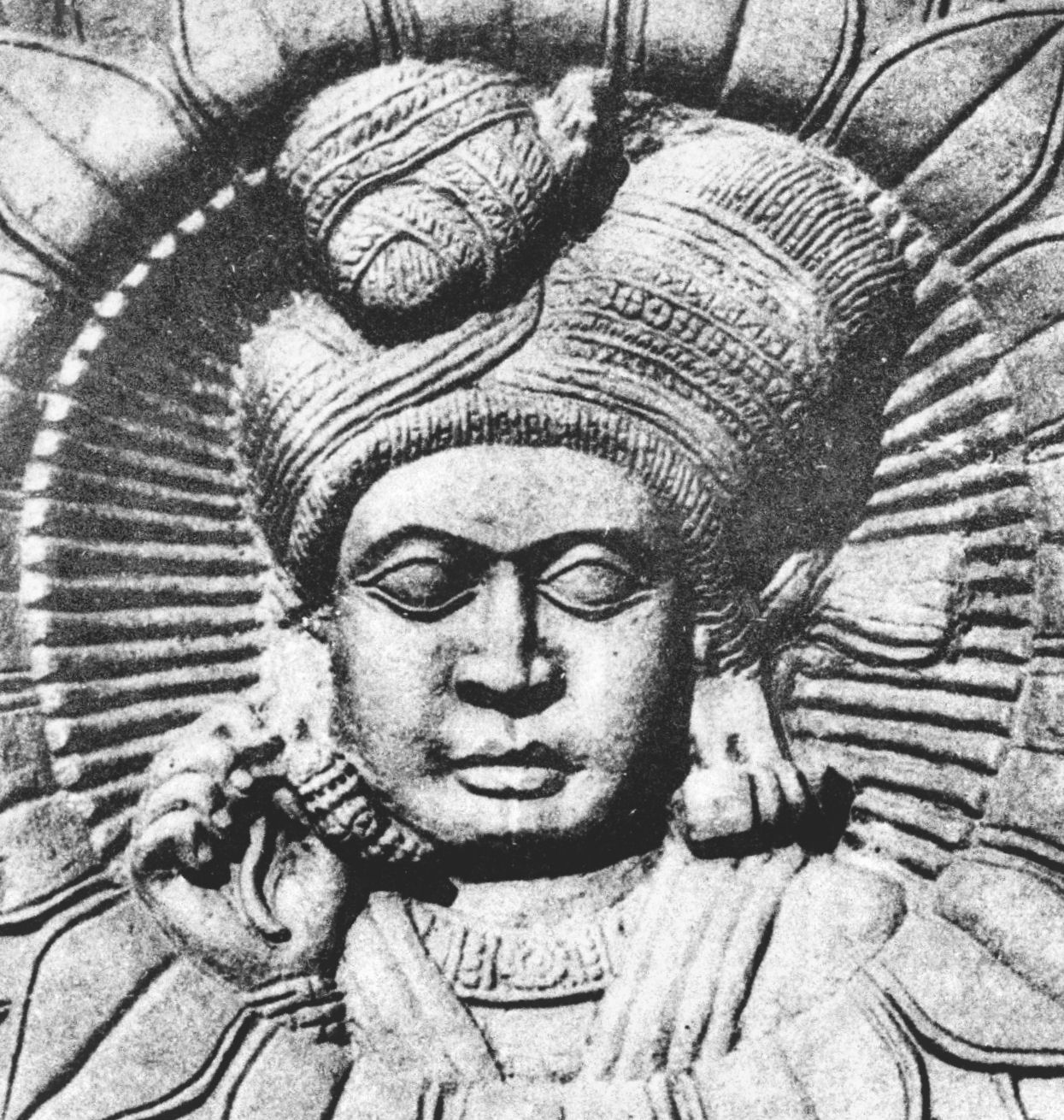
Пушьямитра Шунга 185 до н.э.— 149 до н.э. Император Шунги
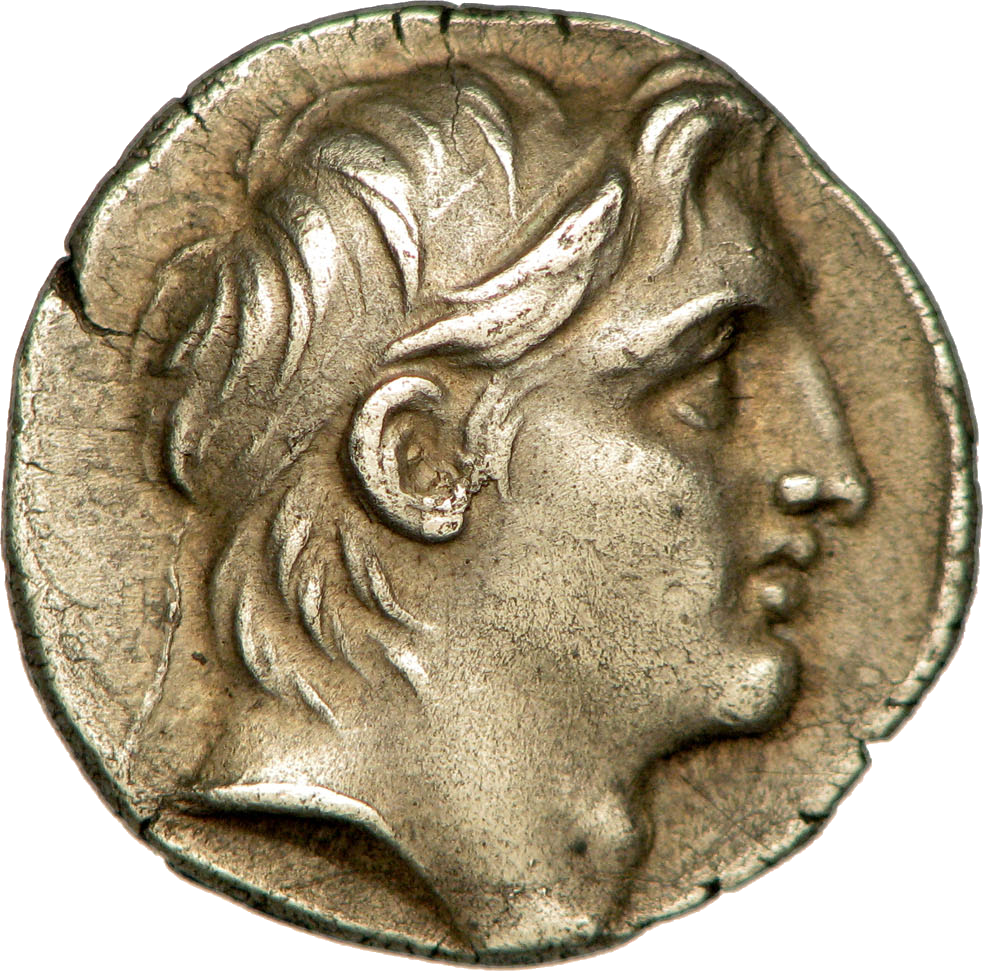
Деметрий I Сотер 162 до н.э.—150 до н.э. Царь Сирии
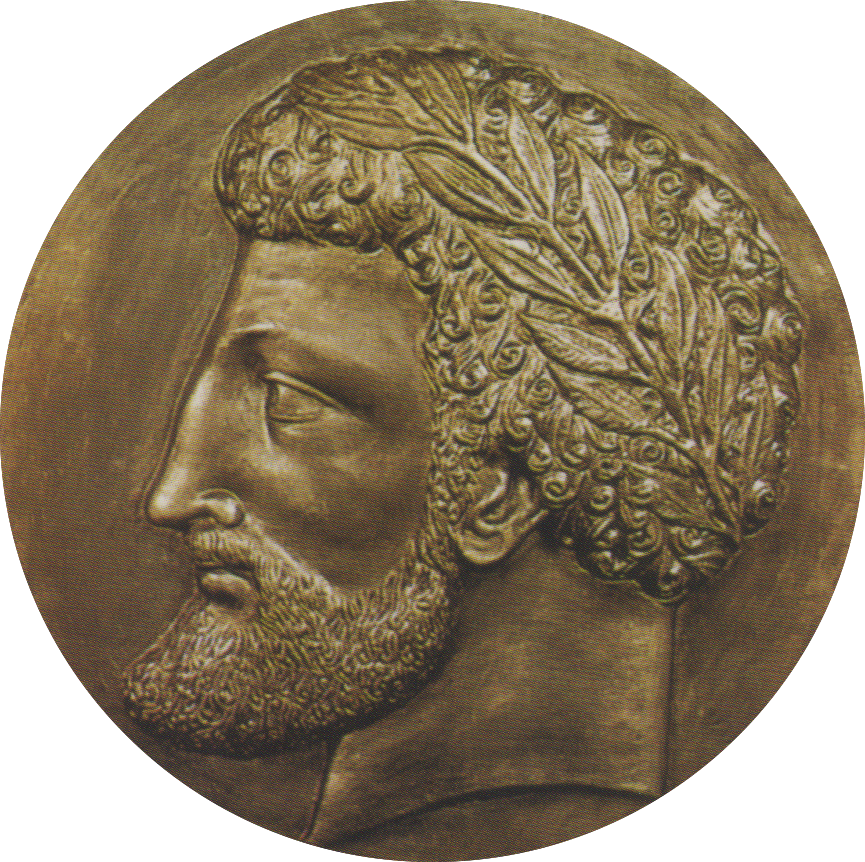
Массинисса 202 до н.э.— 148 до н.э. Царь Нумидии
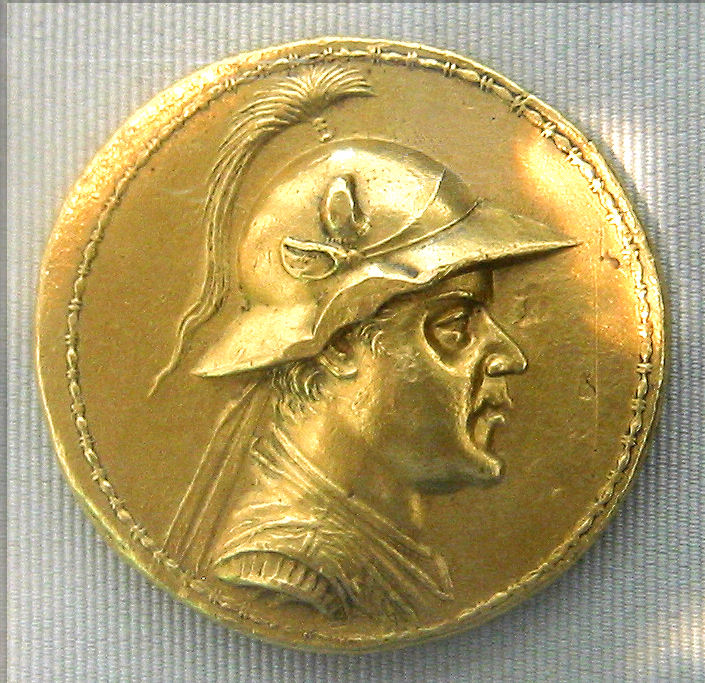
Эвкратид I 171 до н.э.—145 до н.э. Греко-бактрийский царь
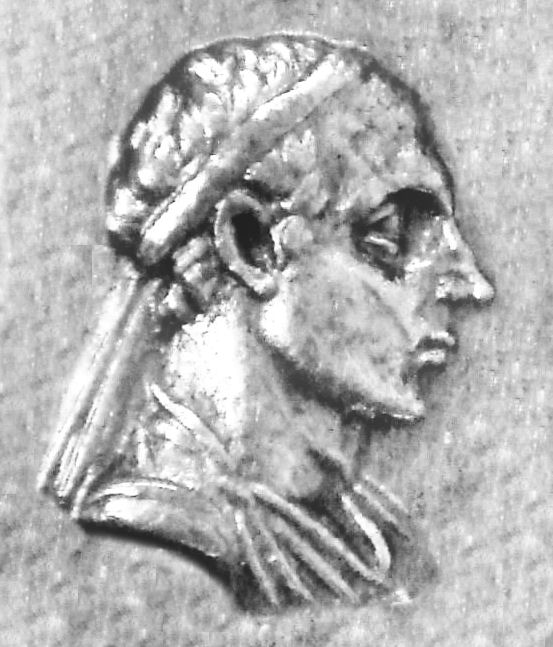
Менандр I 165 до н.э.—130 до н.э. Индо-греческий царь
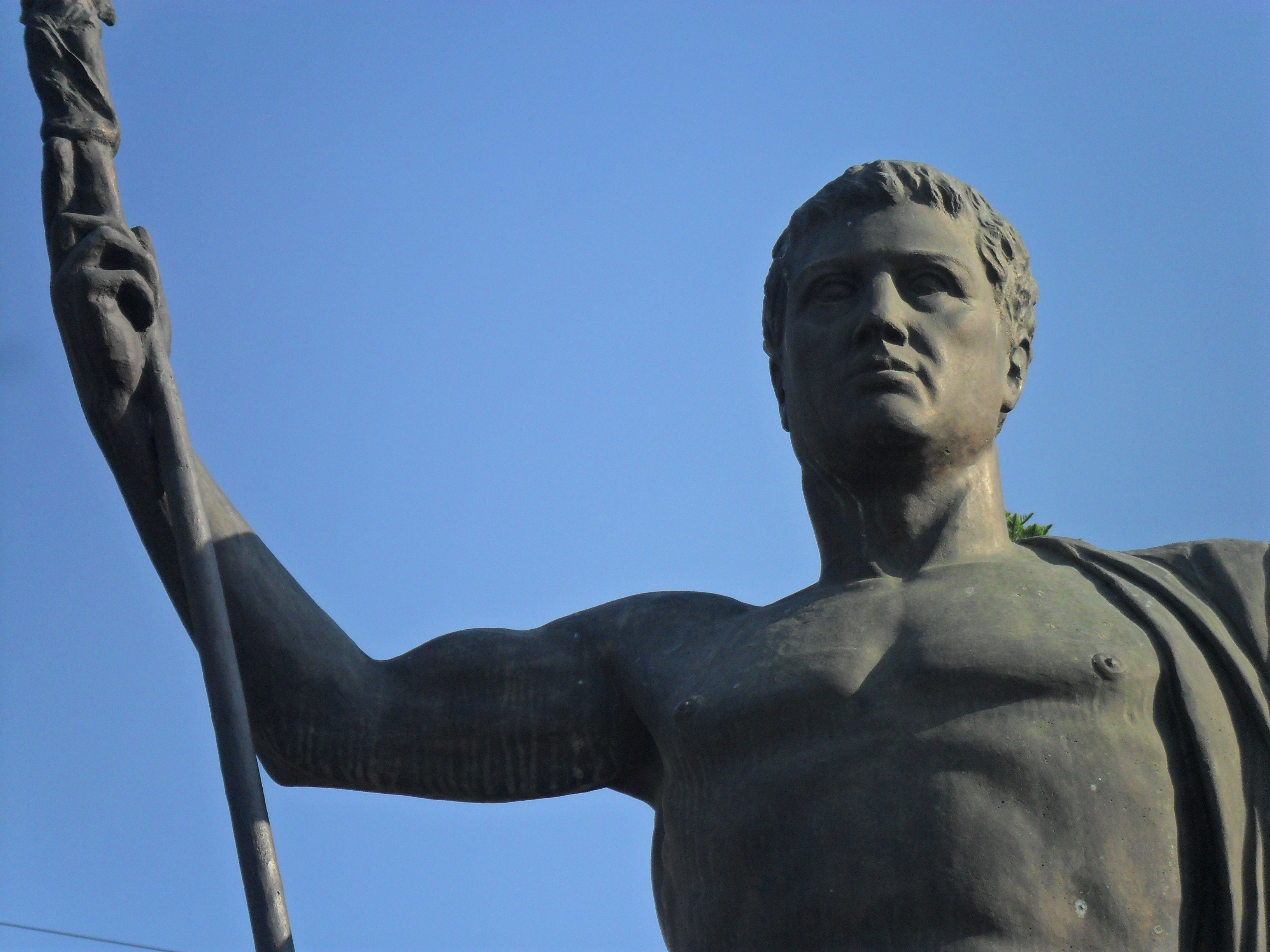
Аттал II 159 до н.э.—138 до н.э. Царь Пергама
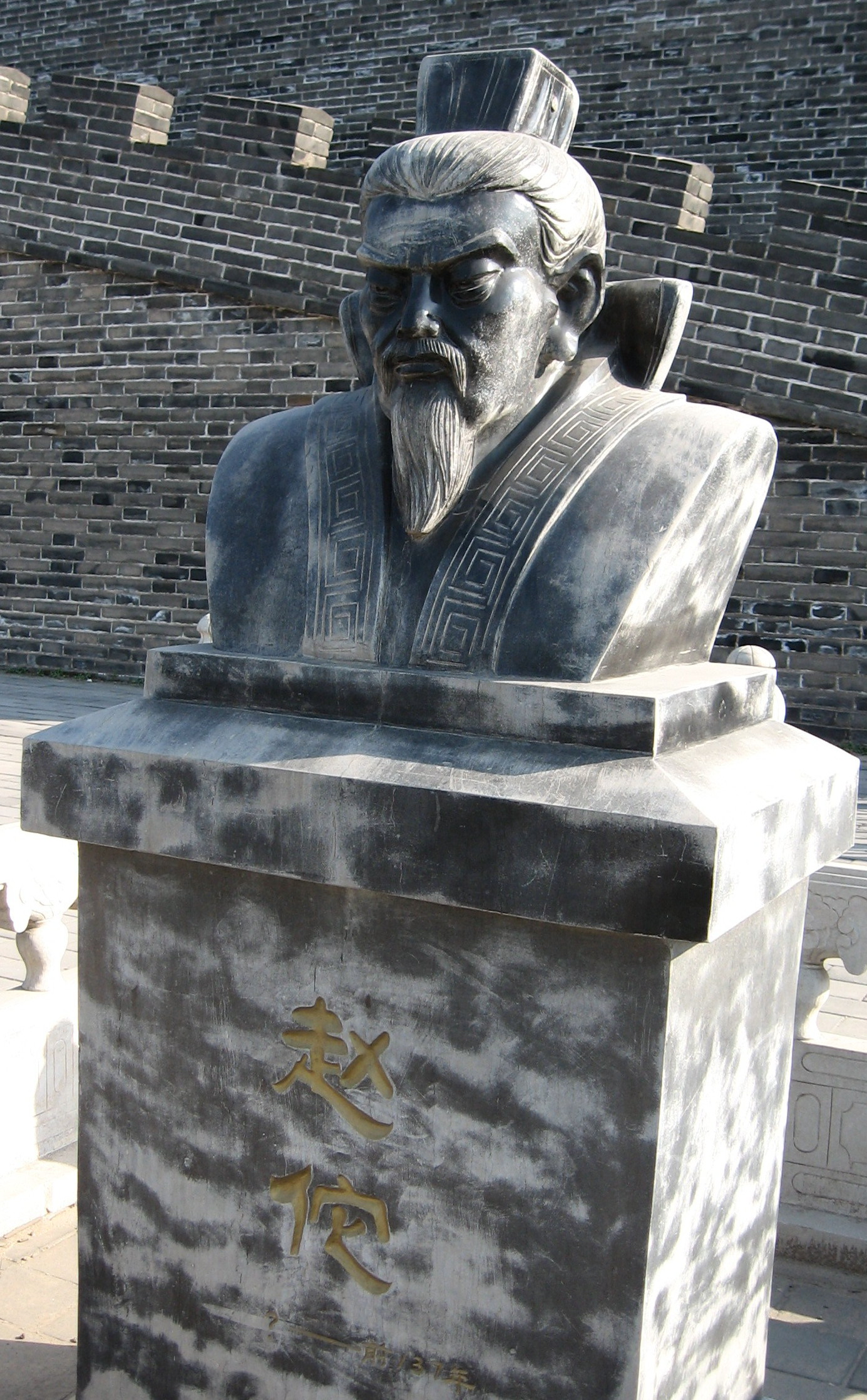
Чьеу Ву-де 207 до н.э.—137 до н.э. Император Намвьета
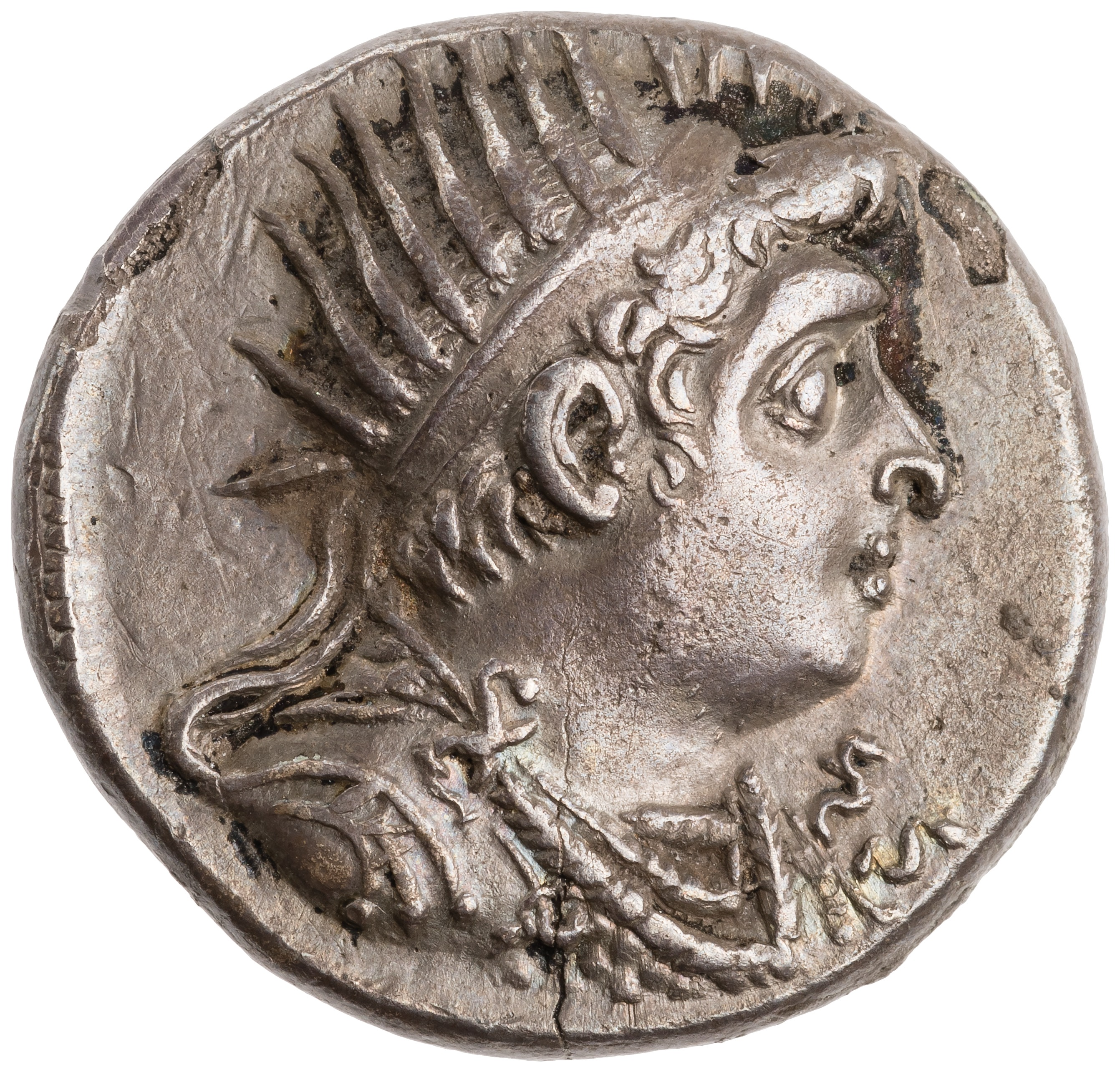
Птолемей VIII Эвергет 163 до н.э.—145 до н.э. Царь Киренаики
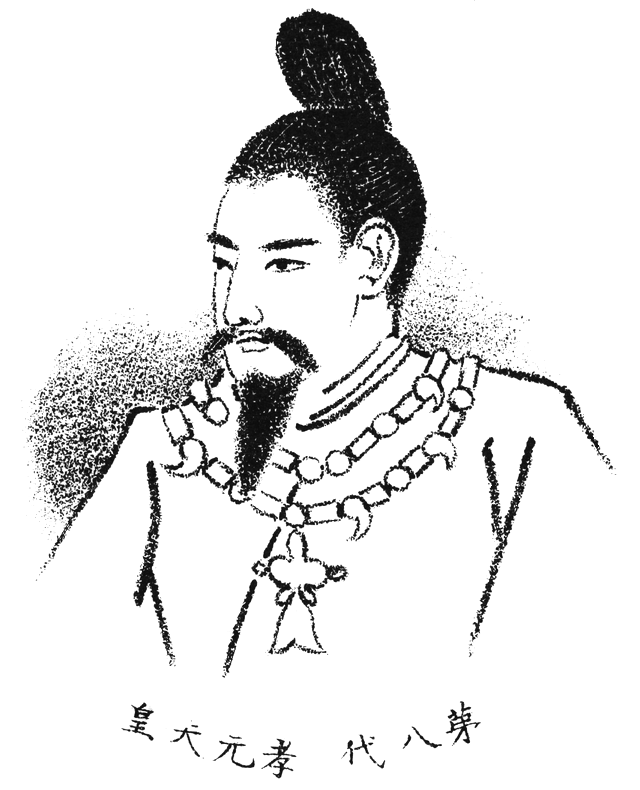
Когэн 214 до н.э.—158 до н.э. Император Японии